# Ripidius pectinicornis
Ripidius pectinicornis is een keversoort uit de familie waaierkevers (Rhipiphoridae). De wetenschappelijke naam van de soort is voor het eerst geldig gepubliceerd in 1806 door Thunberg.